# SMS Deutschland (1906)
El SMS Deutschland fue el cabeza de serie de los cinco acorazados pre-dreadnoughts de la clase Deutschland de la Kaiserliche Marine. Recibió su nombre en honor a Alemania.

## Construcción
Construido en los astilleros Germaniawerft de Kiel, la quilla del  Deutschland  fue puesta en grada el 20 de junio de 1903 y botado el 19 de noviembre de 1904. Tras ser completado, fue dado de alta el 3 de agosto de 1906 con un coste total de 24,5 millones de marcos alemanes oro. Pero en el momento de ser dados de alta, los buques de la clase Deutschland habían quedado obsoletos gracias a la aparición de un nuevo tipo de acorazado, el británico HMS Dreadnought ese mismo año.
El Deutschland y sus gemelos SMS Hannover, SMS Pommern, SMS Schlesien y SMS Schleswig-Holstein representaban los últimos acorazados pre-dreadnought alemanes. Eran muy similares a sus predecesores de la clase SMS Braunschweig, aunque los Deutschland estaban mejor blindados, pero perdieron un poco la buena maniobrabilidad. La artillería de estos buques se mantuvo muy similar a la de sus predecesores.

## Servicio
Tras ser dado de alta, fue inicialmente asignado a la II Escuadra de combate de la Flota de Alta Mar el 13 de febrero de 1908, hasta que fue transferido a la I Escuadra en septiembre de ese mismo año, en la que permaneció hasta 1911, año en que fue devuelto a la II Escuadra.

### Primera Guerra Mundial
Como integrante de la Flota de Alta Mar y de la II Escuadra de combate, bajo el mando del almirante Mauve, y aunque estaba ya anticuado, el  Deutschland y sus gemelos tomaron parte en la Batalla de Jutlandia entre el 31 de mayo y el 1 de junio de 1916. En agosto de 1917 fue retirado de las unidades de primera línea y utilizado como buque cuartel. 
Una vez finalizada la contienda, bajo los términos del Tratado de Versalles se permitió a Alemania mantener algunos de sus obsoletos acorazados pre-Dreadnoughts, entre ellos el Deutschland, que fue vendido para desguace en 1922.